# Río Wandle
El río Wandle es un río afluente del Támesis, el más largo del área sur sudoeste de Londres, Reino Unido. Su nombre parece derivar de la población junto a su desembocadura, Wandsworth (de Wendlesworth, "asentamiento de Wendle"). Con unos 14 km de longitud, recorre los municipios londinenses de Croydon, Sutton, Merton y Wandsworth hasta desembocar en el Támesis. Prácticamente la totalidad de su ribera es un corredor verde.